# Bartodzieje (Radom)
Pour les articles homonymes, voir Bartodzieje.
Bartodzieje (prononciation : [bartɔˈd͡ʑejɛ]) est un village polonais de la gmina de Jastrzębia dans le powiat de Radom de la voïvodie de Mazovie dans le centre-est de la Pologne.
Il se situe à environ 6 kilomètres au nord-ouest de Jastrzębia (siège de la gmina), 15 kilomètres au nord de Radom (siège du powiat) et à 77 kilomètres au sud de Varsovie (capitale de la Pologne).

## Histoire
De 1975 à 1998, le village appartenait administrativement à la voïvodie de Radom.